# Austrocylindropuntia subulata
Austrocylindropuntia subulata (укр. Аустроциліндропунція шилоподібна) — сукулентна рослина з роду аустроциліндропунція родини кактусових.

## Видова назва

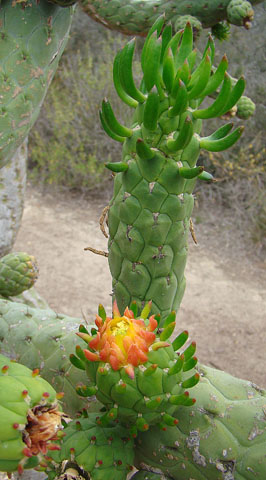
Аустроциліндропунція шилоподібна в природному середовищі в перуанських горах

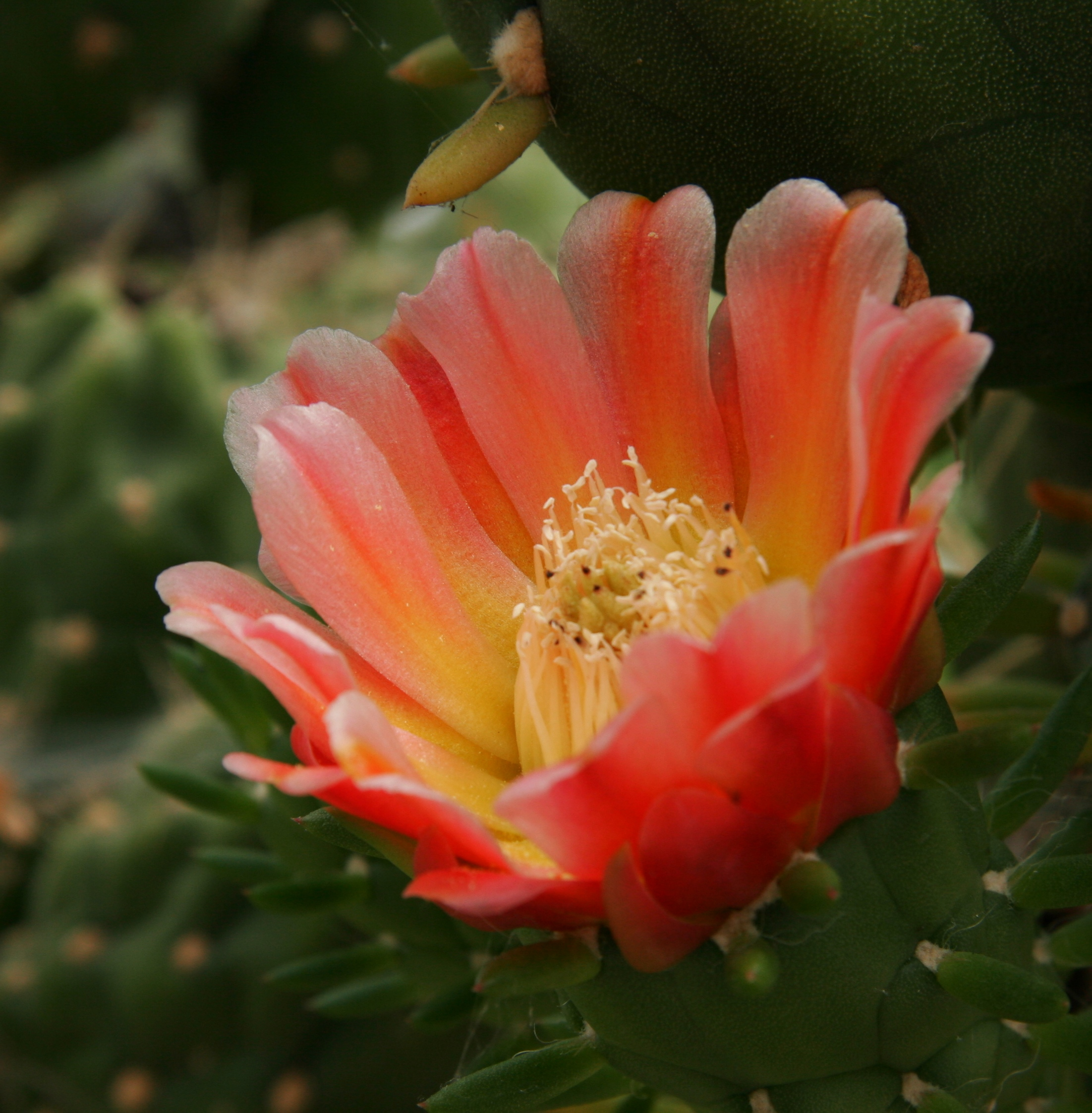
Квітка аустроциліндропунції шилоподібної

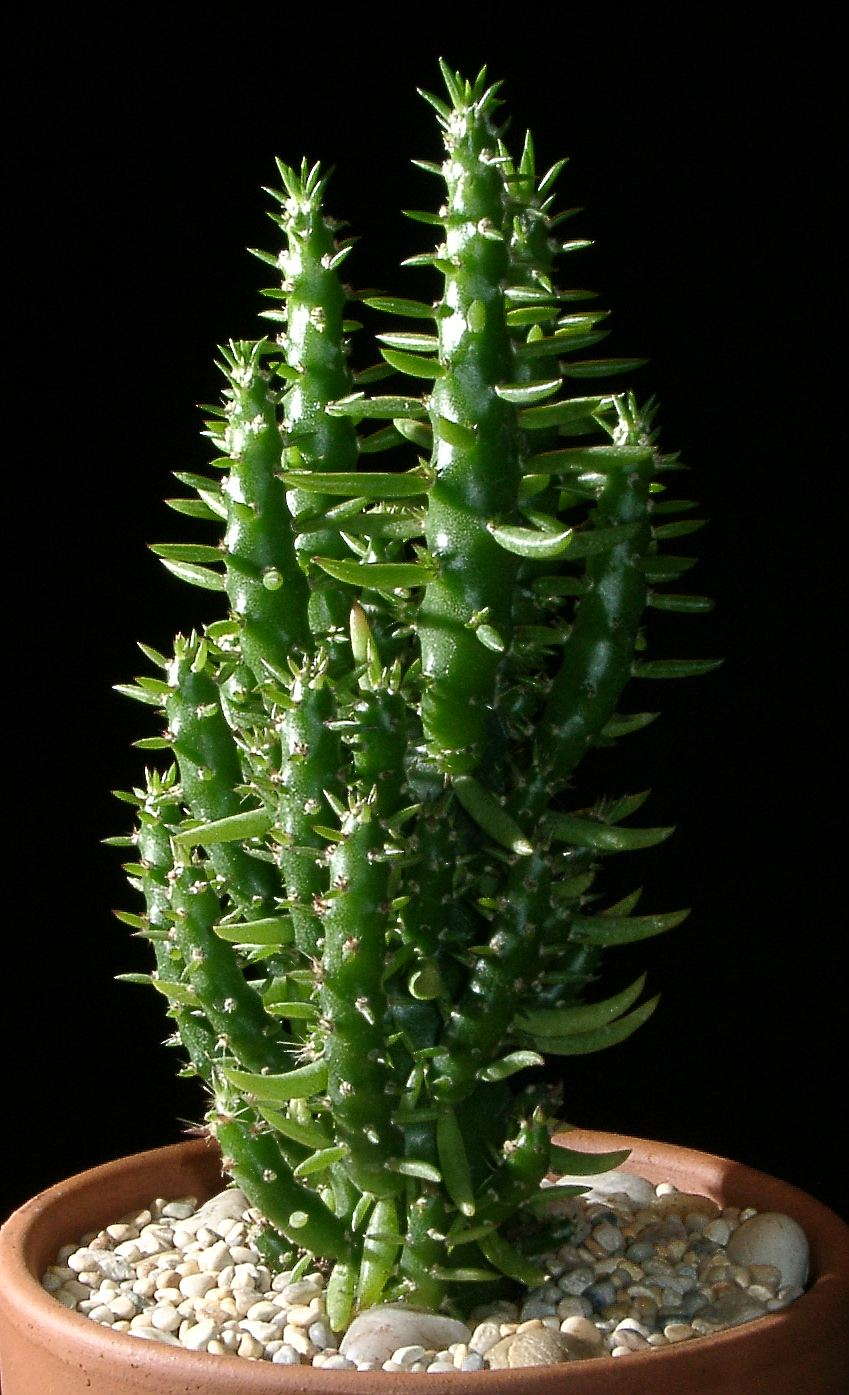
Аустроциліндропунція шилоподібна в культурі

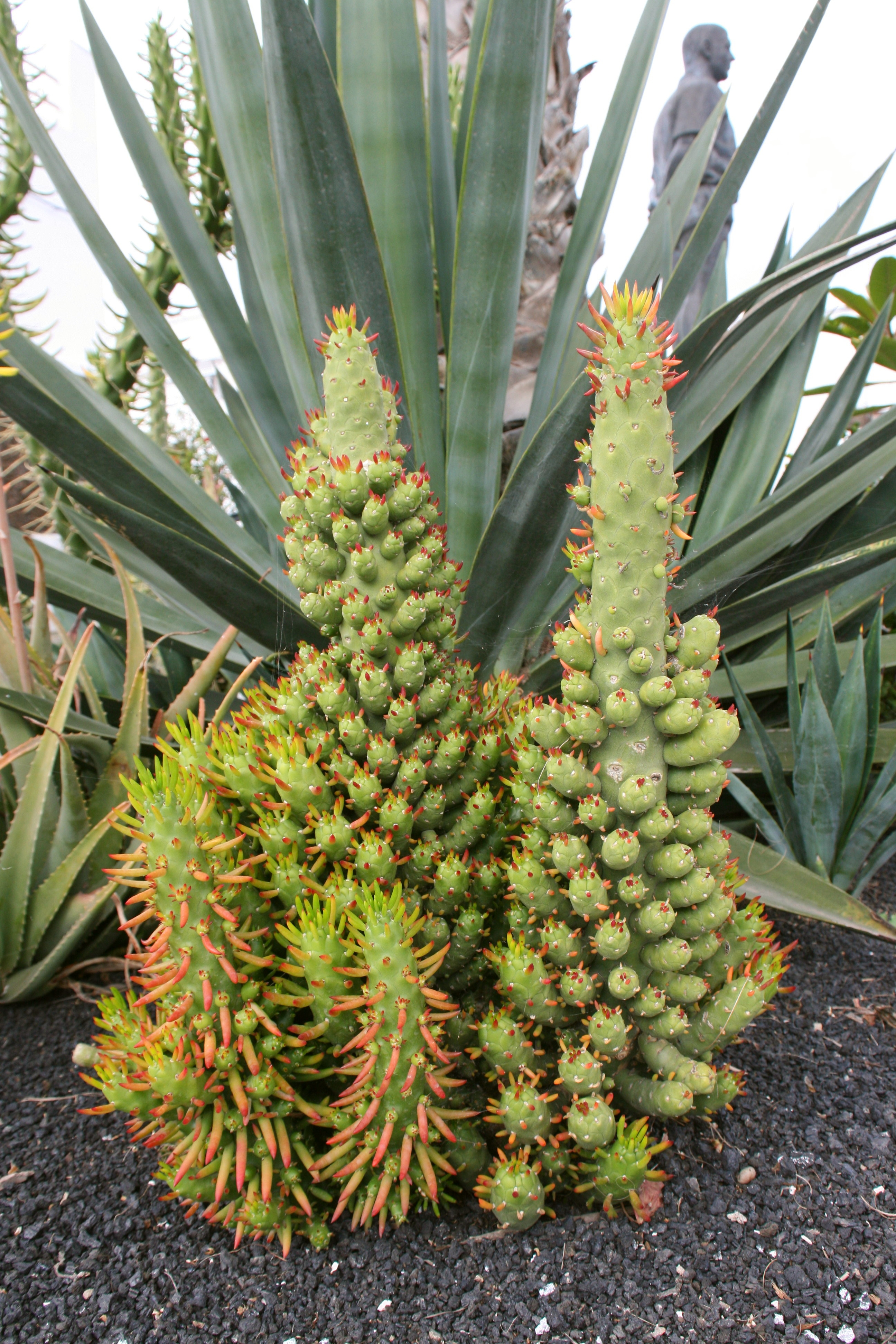
Монстрозна форма аустроциліндропунції шилоподібної

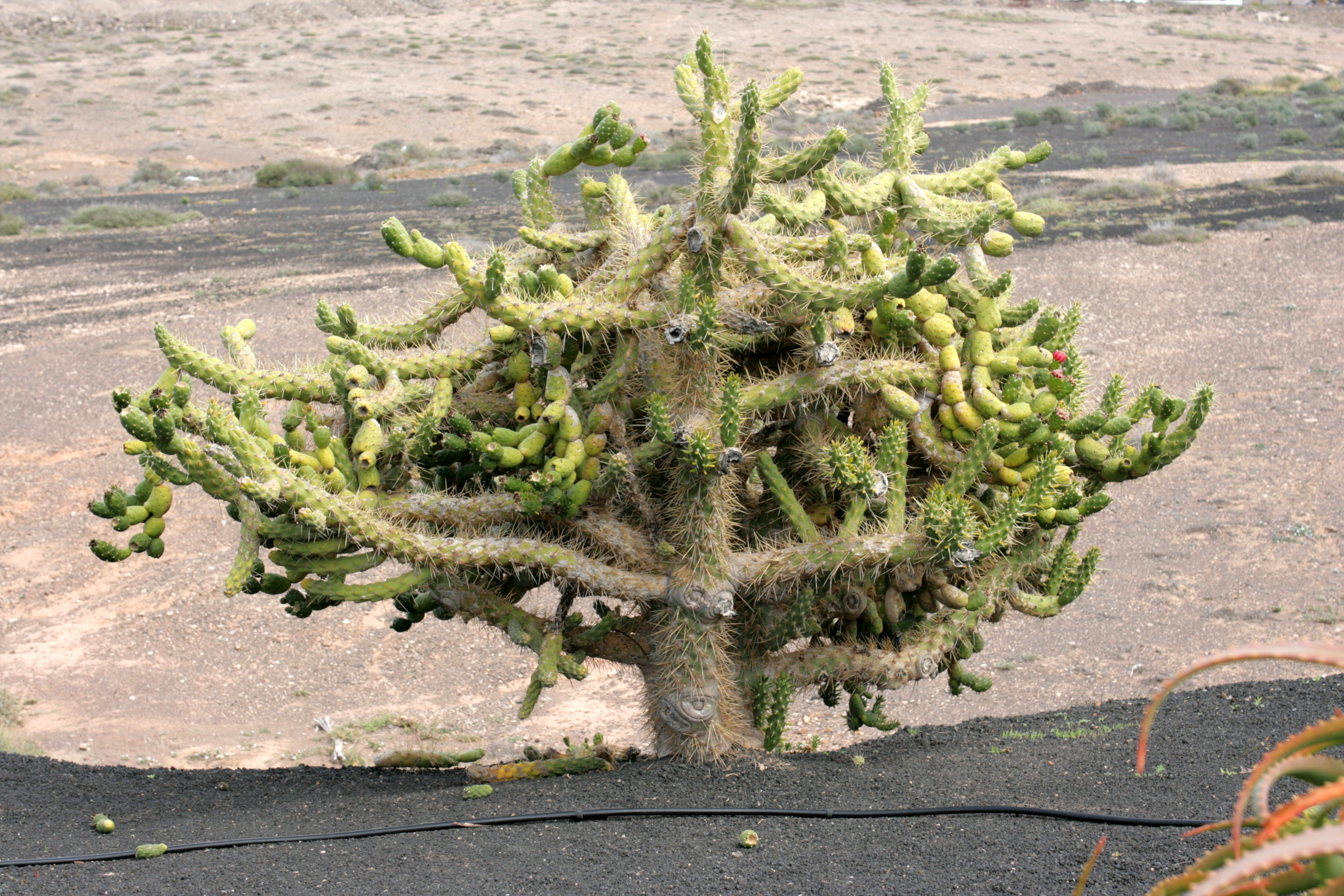
Аустроциліндропунція шилоподібна на Канарських островах

Отримала видову назву завдяки формі соковитих зелених напівциліндричних листків (у природі до 12 см завдовжки, 1 см в діаметрі).
Місцева назва — «голка Єви» (англ. Eve's Needle).

## Загальна біоморфологічна характеристика
Чагарник до 4 м заввишки.
Стовбур діаметром 6-10 см.
Епідерміс з часом коркується, стає коричневим.
Пагони спрямовані в сторони, згинаються, горбки сплощені, з темною окантовкою.
Ареоли розташовані на верхній частині горбків.
Листя до 12 см завдовжки, напівциліндричні, тримаються близько одного року. З часом вони обпадають, оголюючи нижню частину циліндричного стебла.
Колючок 1-2 або більше, до 8 см завдовжки, світло-жовтуваті.
Квітки близько 7 см завдовжки, занурені в оваріум, пелюстки короткі, прямостоячі, розувато-червонуваті до червоного кольору.
Плоди до 10 см завдовжки, зелені, тверді, проліфікують.
Насіння до 1,2 см.

## Ареал
Росте в Болівії — департаменти Кочабамба, Ла-Пас; південному Перу — регіони Куско, Ліма, Пуно; Аргентині.
Натуралізована в Південній Африці, південно-західній Іспанії.

## Екологія
Росте в Андах на великих висотах — від 2000 до 3500 м над рівнем моря.

## Охорона у природі
Аустроциліндропунція шилоподібна входить до Червоного списку Міжнародного Союзу Охорони Природи, стан — в найменшому ризику.
Цей вид має досить широкий ареал. Популяції стабільні. Присутній в декількох природоохоронних територіях.

## Культивування
В період вегетації рослини утримують на сонячному місці просто неба, до вологи ледь сприйнятливі.
В період спокою утримують сухо за температури не менше 0 °C.
Субстрат: глинисто-гравієвий, слабо-кислий, рН 4,5-6.
Добре розмножується живцями.
Молоді рослини застосовуються як підщепа для багатьох видів кактусів. Декоративно виглядають кристатні форми деяких опунцій, щеплені на цей кактус.
Широко культивується для використання як живий паркан.